# Elgibbor
Elgibbor est un groupe polonais d'unblack metal. Le groupe fait une pause vers 2017, mais se reforme avec une formation complète en 2020, composée principalement d'anciens membres en concert.

## Histoire
Elgibbor est formé entre 1996 et 1998, mais ne fait vraiment quelque chose qu'en 1999 dans le genre unblack metal,,,. Le groupe sort 12 albums studio et plusieurs démos, EP et singles. Le nom du groupe signifie « Dieu tout-puissant ». Avant de devenir chrétien, Jarek était sataniste. Depuis qu'il est devenu chrétien, sa foi est le fondement de son groupe. Bien qu'Elgibbor soit un groupe unipersonnel, fondé par Fire, le groupe joue en live au festival Audiofeed 2017, avec le line-up de Fire à la guitare, les anciens membres du groupe Frost Like Ashes Azahel au chant et Sebat à la guitare, Ruah à la basse, et le membre du groupe Taberah of Katharos à la batterie. 
En 2020, le groupe se reforme avec le retour d'une grande partie des membres en concert - Azahel au chant, Fire aux guitares, Sebat aux guitares, Ruah à la basse, et Pathøs. Le groupe sort Corruptus Vindicta, au printemps 2021, sur Vision of God Records.

## Discographie

### Albums studio
- 2004 : Apolutrosis
- 2005 : Halal
- 2007 : Satan Is Defeated
- 2007 : Stronger Than Hell
- 2008 : Fireland
- 2008 : Repent or Perish
- 2009 : War
- 2010 : Soterion Apollumi Hamartia
- 2011 : The Imminent Invasion
- 2012 : The Dungeons of Hell[2]
- 2014 : The Path of Suffering[13]
- 2016 : Revenger of Blood
- 2017 : Resist Him
- 2021 : Corruptus Vindicta

### EP
- 2006 : Halal – Where Death Is Your Victory (split avec Moriah)
- 2006 : The  Inextinguishable Blaze
- 2011 : Slava Bogu (split avec Pilgrimage)

### Démos
- 2000 : Elgibbor
- 2002 : Berit
- 2003 : Satan Is Defeated
- 2004 : Confessions
- 2005 : Like a Lamb to the Slaughter

### Singles notables
- 2015 : Armageddon
- 2015 : The Lamp
- 2015 : The Beast Out of the Earth
- 2015 : The Separation